# 1982 في إيران
فيما يلي قوائم الأحداث التي وقعت خلال عام 1982 في إيران.

## أحداث
- 24 أبريل – تحرير المحمرة

## سياسة

### انتهاء فترة المنصب
- 24 أغسطس – محمد خاتمي عضو مجلس الشورى الإسلامي.

## مواليد

### يناير
- 1 يناير – زينب جلاليان
- 10 يناير – جواد عزتي ممثل إيراني.
- 11 يناير – محمد نصرتي لاعب كرة قدم إيراني.
- 29 يناير – محمد علوي لاعب كرة قدم إيراني.

### فبراير
- 3 فبراير – جلال حسيني لاعب كرة قدم إيراني.

### مايو
- 26 مايو – وحيد طالبلو لاعب كرة قدم إيراني.
- 31 مايو – إلهة أحمدي لاعبة رماية إيرانية.

### يونيو
- 20 يونيو – علي بداوي لاعب كرة قدم إيراني.
- 21 يونيو – مصطفى زماني ممثل إيراني.
- 27 يونيو – أكبر صغيري لاعب كرة قدم إيراني.

### سبتمبر
- 9 سبتمبر – بنيامين بهادري مغني إيراني.

### أكتوبر
- 20 أكتوبر – أحمد آل‌ نعمة لاعب كرة قدم إيراني.

### نوفمبر
- 1 نوفمبر – محرم نويدكيا لاعب كرة قدم إيراني.
- 3 نوفمبر – إيمان مبعلي لاعب كرة قدم إيراني.
- 20 نوفمبر – شيرمين شاهريفار

### ديسمبر
- 22 ديسمبر – عباس مرداسي لاعب كرة قدم إيراني.

## وفيات

### مارس
- 8 مارس – عبد الرحيم الرباني الشيرازي (مواليد 1922) فقيه شيعي إثنا عشري إيراني.

### سبتمبر
- 15 سبتمبر – صادق قطب زاده (مواليد 1936) سياسي إيراني.